# ژیوور
ژیوور (به فرانسوی: Givors) یک کامین در فرانسه با جمعیت ۱۹٬۱۱۸ نفر است که در Canton of Givors واقع شده‌است.